# Wybory powszechne w Bośni i Hercegowinie w 2014 roku
Wybory powszechne w Bośni i Hercegowinie w 2014 roku – wybory przeprowadzone 12 października 2014, w których uprawnieni do głosowania obywatele Bośni i Hercegowiny dokonali elekcji na 4-letnią kadencję członków Prezydium oraz Izby Reprezentantów, a także przedstawicieli organów władzy na szczeblu federacyjnym i kantonalnym.
Centralna Komisja Wyborcza Bośni i Hercegowiny ogłosiła oficjalne wyniki głosowania 15 dni po przeprowadzeniu wyborów, tj. 27 października, a 6 dni później, po powtórnym przeliczeniu głosów zmieniła rezultaty w 17 okręgach wyborczych. Ostatecznie potwierdzone wyniki zostały opublikowane w dniu 10 listopada.

## Informacje ogólne
Uprawnionych do wzięcia udziału w głosowaniu było 3 278 908 osób, w tym 42 139 za granicą. Utworzonych zostało łącznie 5 401 stałych obwodów głosowania oraz 270 zespołów umożliwiających oddanie głosu poza obwodem.
Mieszkańcy Dystryktu Brczko wyrażający chęć uczestnictwa w wyborach mieli obowiązek uprzedniej rejestracji w spisie wyborców jednej z dwóch federacji. Spośród 45 317 osób, 24 789 (54,70%) zarejestrowano w Federacji Bośni i Hercegowiny, a 20 528 (45,30%) – w Republice Serbskiej. Ostatecznie w spisie wyborców ujęto 2 037 076 osób zarejestrowanych w Federacji BiH (tj. 62,13% ogółu) oraz 1 241 832 w Republice Serbskiej (37,87%).
Głosujący wybrali 518 przedstawicieli – 3 członków Prezydium, 42 posłów Izby Reprezentantów (30 mandatów bezpośrednich i 12 kompensacyjnych), 98 posłów Izby Reprezentantów Federacji BiH (73 mandaty bezpośrednie i 25 kompensacyjnych), Prezydenta i 2 Wiceprezydentów Republiki Serbskiej, 83 posłów Zgromadzenia Narodowego (63 mandaty bezpośrednie i 20 kompensacyjnych) oraz 289 członków parlamentów kantonalnych. Łącznie, spośród 518 mandatów do obsadzenia, 47 zostało przyznanych z zastosowaniem metody kompensacyjnej. W podziale mandatów bezpośrednich uczestniczyły komitety, które przekroczyły próg 3% głosów w danym okręgu wyborczym, zaś w dystrybucji mandatów kompensacyjnych – komitety z wynikiem przynajmniej 3% w skali federacji.
Do startu w wyborach zarejestrowanych zostało 7 748 kandydatów – 4 472 mężczyzn (58%) i 3 276 kobiet (42%) – reprezentowanych przez 50 partii politycznych, 24 koalicje i 24 komitety kandydatów niezależnych.

## Wybory do Prezydium Bośni i Hercegowiny
Obywatele głosujący na terytorium Federacji Bośni i Hercegowiny (okręg wyborczy nr 701/702) wybierają boszniackiego i chorwackiego przedstawiciela Prezydium (każdy uczestniczący w wyborach może oddać tylko jeden głos w obrębie boszniacko-chorwackiej karty do głosowania), zaś mieszkańcy Republiki Serbskiej (okręg wyborczy nr 703) – członka serbskiego. Wyborcy w Dystrykcie Brczko głosują natomiast na kandydatów z Federacji Bośni i Hercegowiny bądź Republiki Serbskiej, po uprzedniej rejestracji na liście wyborców.
Boszniak, Chorwat i Serb z największą liczbą głosów zostają reprezentantami swoich konstytucyjnych grup etnicznych w trzyosobowym organie pełniącym funkcję głowy państwa. Trzej zaprzysiężeni członkowie Prezydium wybierają następnie spośród siebie Przewodniczącego, który piastuje to stanowisko przez 8 miesięcy, po czym przekazuje je kolejnemu przedstawicielowi tego gremium.

### Kandydaci
| Boszniacki członek Prezydium - Džebrail Bajramović (SD BiH) - Mustafa Cerić (niezależny) - Bakir Hadžiomerović (SDP) - Sefer Halilović (BPS) - Bakir Izetbegović (SDA) - Mirsad Kebo (niezależny) - Fahrudin Radončić (SBB) - Emir Suljagić (DF) - Halil Tuzlić (niezależny) - Adil Žigić (niezależny) | Chorwacki członek Prezydium - Živko Budimir (SPiP) - Dragan Čović (HDZ BiH) - Anto Popović (DF) - Martin Raguž (HDZ 1990) | Serbski członek Prezydium - Željka Cvijanović (koalicja SNSD + DNS + SP) - Mladen Ivanić (koalicja Savez za promjene: SDS + SNS) - Goran Zmijanjac (SPP) |

### Wyniki
| Kandydat | Partia        | Federacja Bośni i Hercegowiny | Federacja Bośni i Hercegowiny | Federacja Bośni i Hercegowiny | Republika Serbska | Republika Serbska |
| Kandydat | Partia        | Głosy                         | % listy boszniackiej          | % listy chorwackiej           | Głosy             | % listy serbskiej |
| --- | ------------- | ----------------------------- | ----------------------------- | ----------------------------- | ----------------- | ----------------- |
| Bakir Izetbegović | SDA           | 247 235                       | 32,87%                        |                               |                   |                   |
| Fahrudin Radončić | SBB           | 201 454                       | 26,78%                        |                               |                   |                   |
| Dragan Čović | HDZ BiH       | 128 053                       |                               | 52,20%                        |                   |                   |
| Emir Suljagić | DF            | 114 334                       | 15,20%                        |                               |                   |                   |
| Martin Raguž | HDZ 1990      | 94 695                        |                               | 38,61%                        |                   |                   |
| Bakir Hadžiomerović | SDP           | 75 369                        | 10,02%                        |                               |                   |                   |
| Sefer Halilović | BPS           | 66 230                        | 8,80%                         |                               |                   |                   |
| Mustafa Cerić | niezależny    | 33 882                        | 4,50%                         |                               |                   |                   |
| Živko Budimir | SPiP          | 15 368                        |                               | 6,27%                         |                   |                   |
| Anto Popović | DF            | 7 179                         |                               | 2,93%                         |                   |                   |
| Džebrail Bajramović | SD BiH        | 5 041                         | 0,67%                         |                               |                   |                   |
| Mirsad Kebo | niezależny    | 3 893                         | 0,52%                         |                               |                   |                   |
| Halil Tuzlić | niezależny    | 3 162                         | 0,42%                         |                               |                   |                   |
| Adil Žigić | niezależny    | 1 637                         | 0,22%                         |                               |                   |                   |
| Mladen Ivanić | SDS, SNS      |                               |                               |                               | 317 799           | 48,70%            |
| Željka Cvijanović | SNSD, DNS, SP |                               |                               |                               | 310 867           | 47,64%            |
| Goran Zmijanjac | SPP           |                               |                               |                               | 23 936            | 3,67%             |
| Razem | Razem         | 997 532                       | 100,00%                       | 100,00%                       | 652 602           | 100,00%           |
| Razem głosów oddanych (FBiH): 1 080 907 (w tym ważnych: 997 532 [92,29%]; nieważnych: 83 375 [7,71%]), frekwencja: 53,06% |               |                               |                               |                               |                   |                   |
| Razem głosów oddanych (RS): 706 554 (w tym ważnych: 652 602 [92,36%]; nieważnych: 53 952 [7,64%]), frekwencja: 56,90%     |               |                               |                               |                               |                   |                   |
| Razem głosów oddanych: 1 787 461 (w tym ważnych: 1 650 134 [92,32%]; nieważnych: 137 327 [7,68%]), frekwencja: 54,51%     |               |                               |                               |                               |                   |                   |

- Źródło: Izbori.ba

Do Prezydium Bośni i Hercegowiny wybrani zostali:
- Bakir Izetbegović (Boszniak),
- Dragan Čović (Chorwat),
- Mladen Ivanić (Serb).

## Wybory do Zgromadzenia Parlamentarnego Bośni i Hercegowiny

### Izba Reprezentantów
Do 42-osobowej izby parlamentu wybranych zostaje 28 przedstawicieli z Federacji Bośni i Hercegowiny oraz 14 z Republiki Serbskiej. W podziale mandatów uczestniczą jedynie komitety, które przekroczyły próg 3% głosów (w danym okręgu lub w całej federacji). Na całkowitą liczbę mandatów składają się mandaty bezpośrednie uzyskane w poszczególnych okręgach wyborczych – pięciu w Federacji BiH (21 mandatów bezpośrednich) oraz trzech w Republice Serbskiej (9 mandatów bezpośrednich), a także mandaty kompensacyjne, przyznawane na podstawie zbiorczych wyników w skali federacji (7 w Federacji BiH i 5 w Republice Serbskiej).

#### Okręgi wyborcze
Federacja Bośni i Hercegowiny

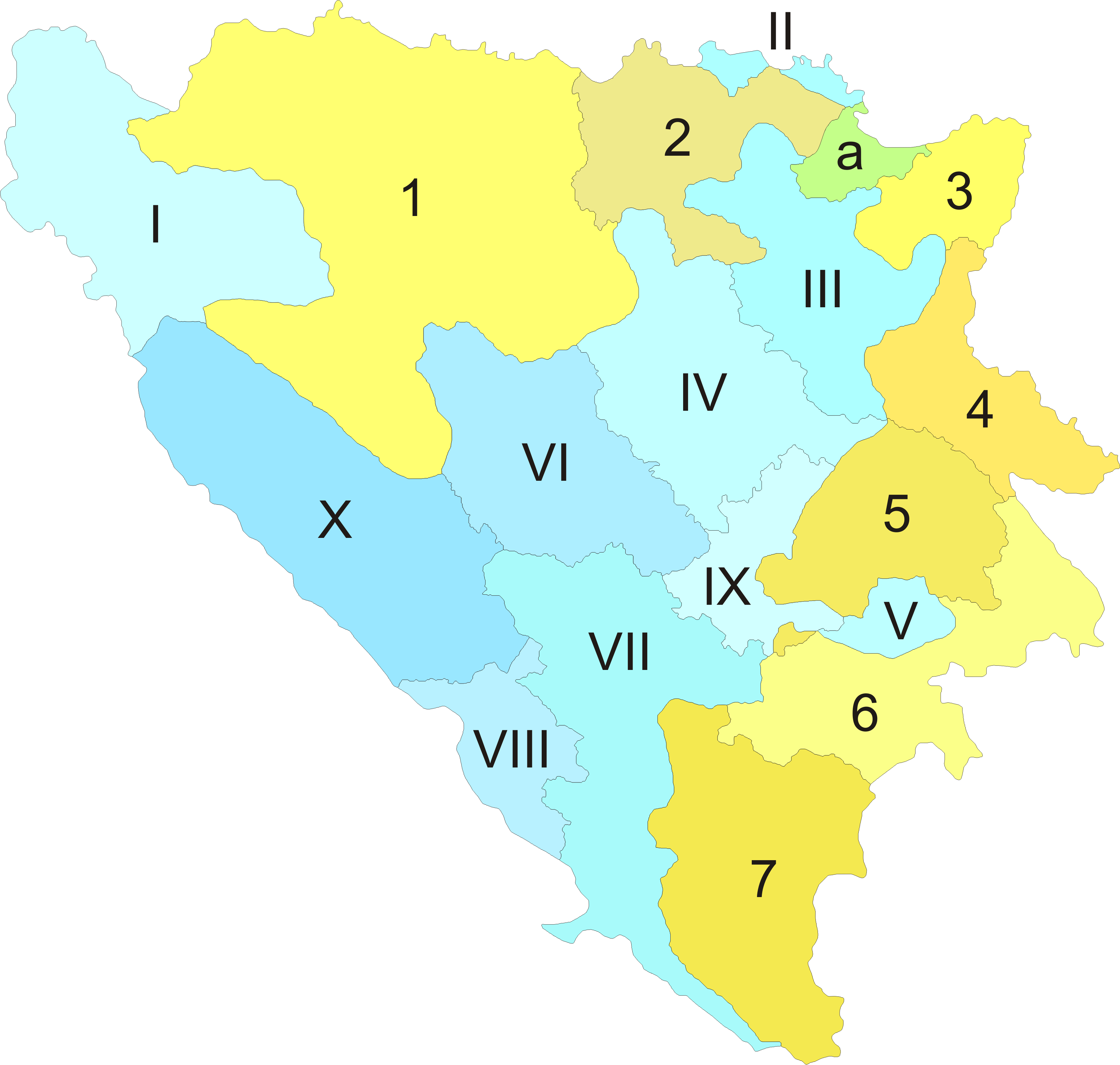
Podział administracyjny Bośni i Hercegowiny na kantony Federacji Bośni i Hercegowiny (I–X) oraz regiony Republiki Serbskiej (1–7), z wyszczególnieniem Dystryktu Brczko (a)

- Okręg wyborczy nr 511 (Kanton uńsko-sański [I] i Kanton dziesiąty [X]) – 3 mandaty bezpośrednie, maksymalnie 8 kandydatów na liście
- Okręg wyborczy nr 512 (Kanton hercegowińsko-neretwiański [VII] i Kanton zachodniohercegowiński [VIII]) – 3 mandaty bezpośrednie, maksymalnie 8 kandydatów na liście
- Okręg wyborczy nr 513 (Kanton bośniacko-podriński [V] i Kanton sarajewski [IX]) – 4 mandaty bezpośrednie, maksymalnie 9 kandydatów na liście
- Okręg wyborczy nr 514 (Kanton zenicko-dobojski [IV] i Kanton środkowobośniacki [VI]) – 6 mandatów bezpośrednich, maksymalnie 11 kandydatów na liście
- Okręg wyborczy nr 515 (Kanton posawski [II], Kanton tuzlański [III] i Dystrykt Brczko [a]) – 5 mandatów bezpośrednich, maksymalnie 10 kandydatów na liście

Republika Serbska
- Okręg wyborczy nr 521 (Gminy Banja Luka, Prijedor, Krupa na Uni, Novi Grad, Kozarska Dubica, Gradiška, Laktaši, Srbac, Prnjavor, Petrovac, Oštra Luka, Čelinac, Istočni Drvar, Ribnik, Mrkonjić Grad, Jezero, Kneževo, Kotor Varoš, Šipovo, Kupres, Kostajnica [1]) – 3 mandaty bezpośrednie, maksymalnie 8 kandydatów na liście
- Okręg wyborczy nr 522 (Gminy Doboj, Bijeljina, Derventa, Brod, Vukosavlje, Šamac, Donji Žabar, Modriča, Pelagićevo, Petrovo, Lopare, Ugljevik, Teslić [2] i Dystrykt Brczko [a]) – 3 mandaty bezpośrednie, maksymalnie 8 kandydatów na liście
- Okręg wyborczy nr 523 (Gminy Trebinje, Osmaci, Zvornik, Šekovići, Vlasenica, Bratunac, Srebrenica, Sokolac, Han Pijesak, Istočna Ilidža, Istočni Stari Grad, Istočno Novo Sarajevo, Trnovo, Pale, Rogatica, Višegrad, Istočni Mostar, Nevesinje, Kalinovik, Gacko, Foča, Novo Goražde, Čajniče, Rudo, Berkovići, Ljubinje, Bileća, Milići [3,4,5,6,7]) – 3 mandaty bezpośrednie, maksymalnie 8 kandydatów na liście

Dystrykt Brczko

Wyborcy w Dystrykcie Brczko oddają głos na kandydatów z Federacji Bośni i Hercegowiny (okręg nr 515) bądź Republiki Serbskiej (okręg nr 522), po uprzedniej rejestracji na liście wyborców.

#### Wyniki
| Partia | Federacja Bośni i Hercegowiny | Federacja Bośni i Hercegowiny | Federacja Bośni i Hercegowiny | Federacja Bośni i Hercegowiny | Federacja Bośni i Hercegowiny | Republika Serbska | Republika Serbska | Republika Serbska | Republika Serbska | Republika Serbska | Głosy Razem | Mandaty Razem | +/− |
| Partia | Głosy                         | %                             | Mandaty                       | Mandaty                       | Mandaty                       | Głosy             | %                 | Mandaty           | Mandaty           | Mandaty           | Głosy Razem | Mandaty Razem | +/− |
| Partia | Głosy                         | %                             | Bezp                          | Komp                          | Suma                          | Głosy             | %                 | Bezp              | Komp              | Suma              | Głosy Razem | Mandaty Razem | +/− |
| --- | ----------------------------- | ----------------------------- | ----------------------------- | ----------------------------- | ----------------------------- | ----------------- | ----------------- | ----------------- | ----------------- | ----------------- | ----------- | ------------- | --- |
| Partia Akcji Demokratycznej (SDA)                                                                                         | 274 057                       | 27,87%                        | 7                             | 2                             | 9                             | 31 337            | 4,84%             | 0                 | 1                 | 1                 | 305 394     | 10            | 3   |
| Sojusz Niezależnych Socjaldemokratów (SNSD)                                                                               | 5 842                         | 0,59%                         | 0                             | 0                             | 0                             | 249 182           | 38,48%            | 5                 | 1                 | 6                 | 255 024     | 6             | 2   |
| Serbska Partia Demokratyczna (SDS)                                                                                        | –                             | –                             | –                             | –                             | –                             | 211 562           | 32,67%            | 4                 | 1                 | 5                 | 211 562     | 5             | 1   |
| Front Demokratyczny (DF)                                                                                                  | 150 767                       | 15,33%                        | 4                             | 1                             | 5                             | –                 | –                 | –                 | –                 | –                 | 150 767     | 5             | 5   |
| Sojusz dla Lepszej Przyszłości (SBB)                                                                                      | 142 003                       | 14,44%                        | 3                             | 1                             | 4                             | –                 | –                 | –                 | –                 | –                 | 142 003     | 4             | 0   |
| Koalicja (HDZ, HSS, HDKU, HSP dr. A. Starčević, HSP H-B)                                                                  | 119 468                       | 12,15%                        | 4                             | 0                             | 4                             | 3 554             | 0,55%             | 0                 | 0                 | 0                 | 123 022     | 4             | 1   |
| Socjaldemokratyczna Partia Bośni i Hercegowiny (SDP BiH)                                                                  | 92 906                        | 9,45%                         | 2                             | 1                             | 3                             | 15 595            | 2,41%             | 0                 | 0                 | 0                 | 108 501     | 3             | 5   |
| Koalicja (PDP, NDP) | 194                           | 0,02%                         | 0                             | 0                             | 0                             | 50 322            | 7,77%             | 0                 | 1                 | 1                 | 50 516      | 1             | 1   |
| Chorwacka Wspólnota Demokratyczna 1990 (HDZ 1990)                                                                         | 40 113                        | 4,08%                         | 0                             | 1                             | 1                             | –                 | –                 | –                 | –                 | –                 | 40 113      | 1             | 2   |
| Bośniacko-Hercegowińska Partia Patriotyczna (BPS)                                                                         | 35 866                        | 3,65%                         | 0                             | 1                             | 1                             | 2 452             | 0,38%             | 0                 | 0                 | 0                 | 38 318      | 1             | 1   |
| Koalicja (DNS, NS, SRS-Budućnost Srpske)                                                                                  | –                             | –                             | –                             | –                             | –                             | 37 052            | 5,72%             | 0                 | 1                 | 1                 | 37 052      | 1             | 0   |
| Partia Aktywności Demokratycznej (A-SDA)                                                                                  | 22 088                        | 2,25%                         | 1                             | 0                             | 1                             | –                 | –                 | –                 | –                 | –                 | 22 088      | 1             | 1   |
| Pozostałe komitety (16)                                                                                                   | 100 001                       | 10,17%                        | 0                             | 0                             | 0                             | 46 559            | 7,19%             | 0                 | 0                 | 0                 | 146 560     | 0             | 4   |
| Razem | 983 305                       | 100,00%                       | 21                            | 7                             | 28                            | 647 615           | 100,00%           | 9                 | 5                 | 14                | 1 630 920   | 42            |     |
| Razem głosów oddanych (FBiH): 1 081 025 (w tym ważnych: 983 305 [90,96%]; nieważnych: 97 720 [9,04%]), frekwencja: 53,07% |                               |                               |                               |                               |                               |                   |                   |                   |                   |                   |             |               |     |
| Razem głosów oddanych (RS): 706 424 (w tym ważnych: 647 615 [91,68%]; nieważnych: 58 809 [8,32%]), frekwencja: 56,89%     |                               |                               |                               |                               |                               |                   |                   |                   |                   |                   |             |               |     |
| Razem głosów oddanych: 1 787 449 (w tym ważnych: 1 630 920 [91,24%]; nieważnych: 156 529 [8,76%]), frekwencja: 54,51%     |                               |                               |                               |                               |                               |                   |                   |                   |                   |                   |             |               |     |

- Źródło: Izbori.ba

Po zakończeniu wyborów Prezydium mianuje Prezesa Rady Ministrów, którego rząd zostaje zaprzysiężony po otrzymaniu wotum zaufania ze strony parlamentu.

### Izba Narodów
Wyboru 15 reprezentantów Izby Narodów dokonują przedstawiciele nowo uformowanych parlamentów na szczeblu federacyjnym, w identycznych proporcjach jak w przypadku Izby Reprezentantów – 2/3 delegatów desygnuje Izba Narodów Federacji Bośni i Hercegowiny (5 Boszniaków i 5 Chorwatów), a 1/3 Zgromadzenie Narodowe Republiki Serbskiej (5 Serbów).

## Wybory na szczeblu federacyjnym

### Federacja Bośni i Hercegowiny

#### Izba Reprezentantów
W dwunastu okręgach wyborczych utworzonych na terytorium Federacji Bośni i Hercegowiny wybranych zostaje 98 przedstawicieli Izby Reprezentantów. W podziale mandatów uczestniczą jedynie komitety, które przekroczyły próg 3% głosów (w danym okręgu lub w całej federacji). Na całkowitą liczbę mandatów składają się mandaty bezpośrednie uzyskane w poszczególnych okręgach wyborczych (łącznie 73 mandaty bezpośrednie), a także mandaty kompensacyjne, przyznawane na podstawie zbiorczych wyników w skali federacji (łącznie 25 mandatów kompensacyjnych).

##### Okręgi wyborcze

Podział administracyjny Federacji Bośni i Hercegowiny na kantony i gminy

- Okręg wyborczy nr 401 (Gminy Velika Kladuša, Cazin, Bihać, Bosanska Krupa, Bužim, Bosanski Petrovac, Sanski Most, Ključ) – 9 mandatów bezpośrednich, maksymalnie 14 kandydatów na liście
- Okręg wyborczy nr 402 (Gminy Odžak, Domaljevac-Šamac, Orašje, Gradačac, Doboj Istok, Gračanica i Dystrykt Brczko) – 5 mandatów bezpośrednich, maksymalnie 10 kandydatów na liście
- Okręg wyborczy nr 403 (Gminy Lukavac, Srebrenik, Tuzla, Čelić) – 7 mandatów bezpośrednich, maksymalnie 12 kandydatów na liście
- Okręg wyborczy nr 404 (Gminy Teočak, Banovići, Živinice, Kalesija, Sapna, Kladanj) – 4 mandaty bezpośrednie, maksymalnie 9 kandydatów na liście
- Okręg wyborczy nr 405 (Gminy Doboj Jug, Tešanj, Maglaj, Žepče, Zavidovići, Zenica, Usora) – 8 mandatów bezpośrednich, maksymalnie 13 kandydatów na liście
- Okręg wyborczy nr 406 (Gminy Kakanj, Vareš, Olovo, Visoko, Breza) – 4 mandaty bezpośrednie, maksymalnie 9 kandydatów na liście
- Okręg wyborczy nr 407 (Gminy Hadžići, Ilidža, Novi Grad, Trnovo, Pale-Prača, Foča-Ustikolina, Goražde) – 6 mandatów bezpośrednich, maksymalnie 11 kandydatów na liście
- Okręg wyborczy nr 408 (Gminy Jajce, Dobretići, Donji Vakuf, Travnik, Bugojno, Gornji Vakuf-Uskoplje, Novi Travnik, Vitez, Busovača, Fojnica, Kiseljak, Kreševo) – 9 mandatów bezpośrednich, maksymalnie 14 kandydatów na liście
- Okręg wyborczy nr 409 (Gminy Prozor-Rama, Jablanica, Konjic, Čitluk, Čapljina, Neum, Stolac, Ravno i Miasto Mostar) – 8 mandatów bezpośrednich, maksymalnie 13 kandydatów na liście
- Okręg wyborczy nr 410 (Gminy Posušje, Grude, Široki Brijeg, Ljubuški) – 3 mandaty bezpośrednie, maksymalnie 8 kandydatów na liście
- Okręg wyborczy nr 411 (Gminy Ilijaš, Vogošća, Centar, Stari Grad, Novo Sarajevo) – 7 mandatów bezpośrednich, maksymalnie 12 kandydatów na liście
- Okręg wyborczy nr 412 (Gminy Drvar, Bosansko Grahovo, Glamoč, Livno, Kupres, Tomislavgrad) – 3 mandaty bezpośrednie, maksymalnie 8 kandydatów na liście

##### Wyniki
| Partia Akcji Demokratycznej (SDA)                                                                                  | 275 728 | 27,79%  | 21 | 8  | 29 | 6  |
| Sojusz dla Lepszej Przyszłości (SBB)                                                                               | 145 946 | 14,71%  | 13 | 3  | 16 | 3  |
| Front Demokratyczny (DF)                                                                                           | 128 058 | 12,90%  | 10 | 4  | 14 | 14 |
| Koalicja (HDZ, HSS, HDKU, HSP dr. A. Starčević, HSP H-B)                                                           | 118 375 | 11,93%  | 11 | 2  | 13 | 1  |
| Socjaldemokratyczna Partia Bośni i Hercegowiny (SDP BiH)                                                           | 100 626 | 10,14%  | 10 | 1  | 11 | 17 |
| Chorwacka Wspólnota Demokratyczna 1990 (HDZ 1990)                                                                  | 40 125  | 4,04%   | 4  | 0  | 4  | 1  |
| Bośniacko-Hercegowińska Partia Patriotyczna (BPS)                                                                  | 36 873  | 3,72%   | 0  | 4  | 4  | 4  |
| Partia dla Bośni i Hercegowiny (SBiH)                                                                              | 32 790  | 3,30%   | 0  | 3  | 3  | 6  |
| Partia Aktywności Demokratycznej (A-SDA)                                                                           | 22 334  | 2,25%   | 2  | 0  | 2  | 1  |
| Nasza Partia (NS)                                                                                                  | 15 248  | 1,54%   | 1  | 0  | 1  | 1  |
| Partia Pracy Bośni i Hercegowiny (Laburisti BiH)                                                                   | 5 607   | 0,57%   | 1  | 0  | 1  | 1  |
| Pozostałe komitety (16)                                                                                            | 70 632  | 7,11%   | 0  | 0  | 0  | 7  |
| Razem | 992 342 | 100,00% | 73 | 25 | 98 |    |
| Razem głosów oddanych: 1 080 888 (w tym ważnych: 992 342 [91,81%]; nieważnych: 88 546 [8,19%]), frekwencja: 53,06% |         |         |    |    |    |    |

- Źródło: Izbori.ba

Po zakończeniu wyborów Izba Reprezentantów wyznacza Prezydenta Federacji oraz mianuje Premiera, którego rząd zostaje zaprzysiężony po otrzymaniu wotum zaufania ze strony parlamentu.

#### Izba Narodów
Wyboru 58 reprezentantów Izby Narodów dokonują przedstawiciele nowo uformowanych parlamentów na szczeblu kantonalnym – Boszniacy, Chorwaci i Serbowie otrzymają po 17 mandatów, a pozostałe 7 trafi do przedstawicieli mniejszości narodowych.

### Republika Serbska

#### Prezydent i Wiceprezydenci Republiki
Kandydat, który otrzyma największą liczbę głosów (okręg wyborczy nr 600) zostaje mianowany Prezydentem Republiki Serbskiej. Kandydaci narodowości boszniackiej i chorwackiej z największą liczbą głosów obejmują urząd Wiceprezydenta Republiki.

##### Kandydaci
- Senad Bešić (niezależny)
- Ivo Blažanović (DSI BiH)
- Petrit Čenaj (niezależny)
- Milorad Dodik (SNSD + DNS + SP)
- Amir Horić (BPS)
- Josip Jerković (koalicja HDZ BiH + HSS BiH + HKDU BiH + HSP Herceg-Bosne)
- Dragomir Jovičić (SPP)
- Vladan Marković (niezależny)
- Indira Muharemović (PS)
- Mladen Nešković (niezależny)
- Samir Palić (SDU BiH)
- Ramiz Salkić (koalicja Domovina: SBiH + SDA + HSP BiH + SBB BiH + DF)
- Toma Sedlo (SPiP)
- Sanda Stojaković (KP BiH)
- Milko Stojanović (niezależny)
- Enes Suljkanović (SDP BiH)
- Ognjen Tadić (koalicja Savez za Promjene: SDS + SNS)
- Sejfudin Tokić (A-SDA)
- Emil Vlajki (PEiSP)

##### Wyniki
| Kandydat | Partia                                       | Głosy   | %       |
| --- | -------------------------------------------- | ------- | ------- |
| Milorad Dodik | SNSD, DNS, SP                                | 303 496 | 45,40%  |
| Ognjen Tadić | SDS, SNS                                     | 296 021 | 44,28%  |
| Ramiz Salkić | SBiH, SDA, HSP BiH, SBB BiH, DF              | 24 294  | 3,63%   |
| Sejfudin Tokić                                                                                                   | A-SDA                                        | 11 312  | 1,69%   |
| Dragomir Jovičić                                                                                                 | SPP                                          | 7 569   | 1,13%   |
| Enes Suljkanović                                                                                                 | SDP BiH                                      | 6 809   | 1,02%   |
| Josip Jerković                                                                                                   | HDZ BiH, HSS BiH, HKDU BiH, HSP Herceg-Bosne | 6 562   | 0,98%   |
| Emil Vlajki | PEiSP                                        | 3 202   | 0,48%   |
| Amir Horić | BPS                                          | 2 216   | 0,33%   |
| Sanda Stojaković                                                                                                 | KP BiH                                       | 959     | 0,14%   |
| Vladan Marković                                                                                                  | niezależny                                   | 948     | 0,14%   |
| Milko Stojanović                                                                                                 | niezależny                                   | 873     | 0,13%   |
| Ivo Blažanović                                                                                                   | DSI BiH                                      | 812     | 0,12%   |
| Mladen Nešković                                                                                                  | niezależny                                   | 783     | 0,12%   |
| Senad Bešić | niezależny                                   | 754     | 0,11%   |
| Samir Palić | SDU BiH                                      | 605     | 0,09%   |
| Toma Sedlo | SPiP                                         | 582     | 0,09%   |
| Indira Muharemović                                                                                               | PS                                           | 565     | 0,09%   |
| Petrit Čenaj | niezależny                                   | 166     | 0,03%   |
| Razem | Razem                                        | 668 528 | 100,00% |
| Razem głosów oddanych: 707 382 (w tym ważnych: 668 528 [94,51%]; nieważnych: 38 854 [5,49%]), frekwencja: 56,96% |                                              |         |         |

- Źródło: Izbori.ba

Prezydentem Republiki Serbskiej został:
- Milorad Dodik (Serb)

Wiceprezydentami Republiki Serbskiej zostali:
- Ramiz Salkić (Boszniak),
- Josip Jerković (Chorwat).

#### Zgromadzenie Narodowe
W dziewięciu okręgach wyborczych utworzonych na terytorium Republiki Serbskiej wybranych zostaje 83 przedstawicieli Zgromadzenia Narodowego. W podziale mandatów uczestniczą jedynie komitety, które przekroczyły próg 3% głosów (w danym okręgu lub w całej federacji). Na całkowitą liczbę mandatów składają się mandaty bezpośrednie uzyskane w poszczególnych okręgach wyborczych (łącznie 63 mandaty bezpośrednie), a także mandaty kompensacyjne, przyznawane na podstawie zbiorczych wyników w skali federacji (łącznie 20 mandatów kompensacyjnych).

##### Okręgi wyborcze

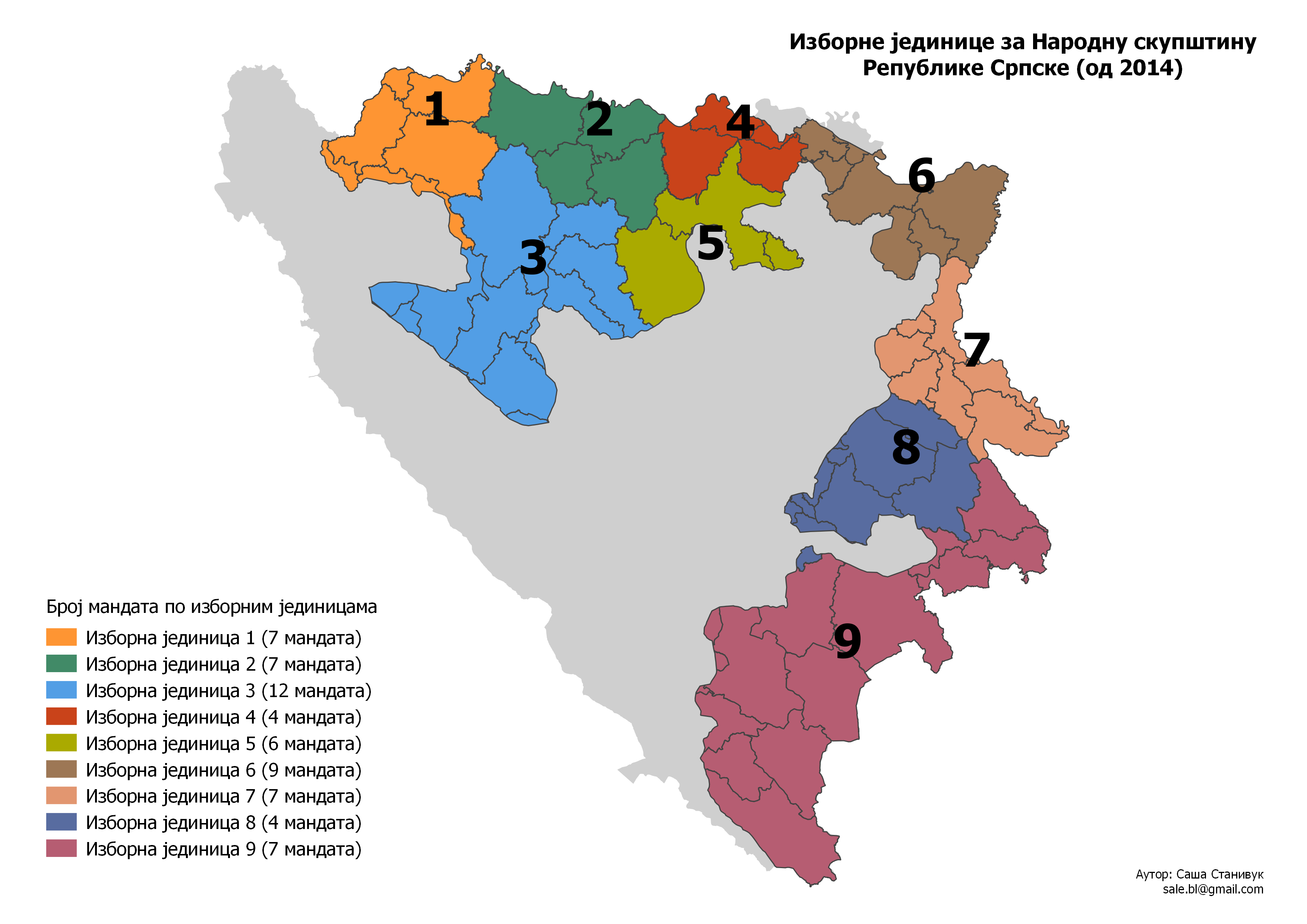
Okręgi wyborcze w wyborach do Zgromadzenia Narodowego Republiki Serbskiej

- Okręg wyborczy nr 301 (Gminy Krupa na Uni, Novi Grad, Kozarska Dubica, Prijedor, Oštra Luka, Kostajnica [1]) – 7 mandatów bezpośrednich, maksymalnie 12 kandydatów na liście
- Okręg wyborczy nr 302 (Gminy Gradiška, Laktaši, Srbac, Prnjavor [2]) – 7 mandatów bezpośrednich, maksymalnie 12 kandydatów na liście
- Okręg wyborczy nr 303 (Gminy Banja Luka, Petrovac, Čelinac, Istočni Drvar, Ribnik, Mrkonjić Grad, Jezero, Kneževo, Kotor Varoš, Šipovo, Kupres [3]) – 12 mandatów bezpośrednich, maksymalnie 17 kandydatów na liście
- Okręg wyborczy nr 304 (Gminy Derventa, Brod, Vukosavlje, Modriča [4]) – 4 mandaty bezpośrednie, maksymalnie 9 kandydatów na liście
- Okręg wyborczy nr 305 (Gminy Doboj, Petrovo, Teslić [5]) – 6 mandatów bezpośrednich, maksymalnie 11 kandydatów na liście
- Okręg wyborczy nr 306 (Gminy Šamac, Donji Žabar, Pelagićevo, Bijeljina, Lopare, Ugljevik i Dystrykt Brczko [6]) – 9 mandatów bezpośrednich, maksymalnie 14 kandydatów na liście
- Okręg wyborczy nr 307 (Gminy Osmaci, Zvornik, Šekovići, Vlasenica, Bratunac, Srebrenica, Milići [7]) – 7 mandatów bezpośrednich, maksymalnie 12 kandydatów na liście
- Okręg wyborczy nr 308 (Gminy Sokolac, Han Pijesak, Istočna Ilidža, Istočni Stari Grad, Istočno Novo Sarajevo, Trnovo, Pale, Rogatica [8]) – 4 mandaty bezpośrednie, maksymalnie 9 kandydatów na liście
- Okręg wyborczy nr 309 (Gminy Višegrad, Istočni Mostar, Nevesinje, Kalinovik, Gacko, Foča, Novo Goražde, Čajniče, Rudo, Berkovići, Ljubinje, Bileća, Trebinje [9]) – 7 mandatów bezpośrednich, maksymalnie 12 kandydatów na liście

##### Wyniki
| Partia | Głosy   | %       | Mandaty | Mandaty | Mandaty | +/− |
| Partia | Głosy   | %       | Bezp    | Komp    | Suma    | +/− |
| --- | ------- | ------- | ------- | ------- | ------- | --- |
| Sojusz Niezależnych Socjaldemokratów (SNSD)                                                                      | 213 645 | 32,24%  | 24      | 5       | 29      | 8   |
| Koalicja (SDS, PUP, SRS RS)                                                                                      | 173 742 | 26,22%  | 20      | 4       | 24      | 4   |
| Koalicja (DNS, NS, SRS-Budućnost Srpske)                                                                         | 61 140  | 9,23%   | 6       | 2       | 8       | 2   |
| Partia Demokratycznego Postępu (PDP)                                                                             | 48 848  | 7,37%   | 6       | 1       | 7       | 0   |
| Koalicja Ojczyzna (SBiH, SDA, HSP BiH, SBB BiH, DF)                                                              | 34 952  | 5,28%   | 3       | 2       | 5       | 3   |
| Narodowy Ruch Demokratyczny (NDP)                                                                                | 33 966  | 5,13%   | 3       | 2       | 5       | 5   |
| Partia Socjalistyczna Republiki Serbskiej (SP)                                                                   | 33 692  | 5,09%   | 1       | 4       | 5       | 2   |
| Pozostałe komitety (22)                                                                                          | 62 583  | 9,44%   | 0       | 0       | 0       | 8   |
| Razem | 662 568 | 100,00% | 63      | 20      | 83      |     |
| Razem głosów oddanych: 707 403 (w tym ważnych: 662 568 [93,66%]; nieważnych: 44 835 [6,34%]), frekwencja: 56,96% |         |         |         |         |         |     |

- Źródło: Izbori.ba

Po zakończeniu wyborów Prezydent mianuje Premiera, którego rząd zostaje zaprzysiężony po otrzymaniu wotum zaufania ze strony parlamentu, a także 55-osobowy Senat pełniący rolę doradczą.

## Wybory na szczeblu kantonalnym
W każdym z dziesięciu kantonów tworzących Federację Bośni i Hercegowiny wybranych zostanie od 21 do 35 przedstawicieli (tylko mandaty bezpośrednie), którzy wejdą w skład zgromadzenia poszczególnego kantonu.
Ponadto, w każdym z kantonów przez poszczególne parlamenty zatwierdzony zostanie kantonalny rząd z Premierem na czele.

### Kanton uńsko-sański
| Partia | Głosy | %       | Mandaty | +/− |
| ------ | ----- | ------- | ------- | --- |
|        |       |         |         |     |
|        |       |         |         |     |
|        |       |         |         |     |
|        |       |         |         |     |
|        |       |         |         |     |
|        |       |         |         |     |
|        |       |         |         |     |
|        |       |         |         |     |
|        |       |         |         |     |
|        |       |         |         |     |
|        |       | 100,00% | 30      |     |

### Kanton posawski
| Partia | Głosy | %       | Mandaty | +/− |
| ------ | ----- | ------- | ------- | --- |
|        |       |         |         |     |
|        |       |         |         |     |
|        |       |         |         |     |
|        |       |         |         |     |
|        |       |         |         |     |
|        |       |         |         |     |
|        |       |         |         |     |
|        |       |         |         |     |
|        |       |         |         |     |
|        |       |         |         |     |
|        |       | 100,00% | 21      |     |

### Kanton tuzlański
| Partia | Głosy | %       | Mandaty | +/− |
| ------ | ----- | ------- | ------- | --- |
|        |       |         |         |     |
|        |       |         |         |     |
|        |       |         |         |     |
|        |       |         |         |     |
|        |       |         |         |     |
|        |       |         |         |     |
|        |       |         |         |     |
|        |       |         |         |     |
|        |       |         |         |     |
|        |       |         |         |     |
|        |       | 100,00% | 35      |     |

### Kanton zenicko-dobojski
| Partia | Głosy | %       | Mandaty | +/− |
| ------ | ----- | ------- | ------- | --- |
|        |       |         |         |     |
|        |       |         |         |     |
|        |       |         |         |     |
|        |       |         |         |     |
|        |       |         |         |     |
|        |       |         |         |     |
|        |       |         |         |     |
|        |       |         |         |     |
|        |       |         |         |     |
|        |       |         |         |     |
|        |       | 100,00% | 35      |     |

### Kanton bośniacko-podriński
| Partia | Głosy | %       | Mandaty | +/− |
| ------ | ----- | ------- | ------- | --- |
|        |       |         |         |     |
|        |       |         |         |     |
|        |       |         |         |     |
|        |       |         |         |     |
|        |       |         |         |     |
|        |       |         |         |     |
|        |       |         |         |     |
|        |       |         |         |     |
|        |       |         |         |     |
|        |       |         |         |     |
|        |       | 100,00% | 25      |     |

### Kanton środkowobośniacki
| Partia | Głosy | %       | Mandaty | +/− |
| ------ | ----- | ------- | ------- | --- |
|        |       |         |         |     |
|        |       |         |         |     |
|        |       |         |         |     |
|        |       |         |         |     |
|        |       |         |         |     |
|        |       |         |         |     |
|        |       |         |         |     |
|        |       |         |         |     |
|        |       |         |         |     |
|        |       |         |         |     |
|        |       | 100,00% | 30      |     |

### Kanton hercegowińsko-neretwiański
| Partia | Głosy | %       | Mandaty | +/− |
| ------ | ----- | ------- | ------- | --- |
|        |       |         |         |     |
|        |       |         |         |     |
|        |       |         |         |     |
|        |       |         |         |     |
|        |       |         |         |     |
|        |       |         |         |     |
|        |       |         |         |     |
|        |       |         |         |     |
|        |       |         |         |     |
|        |       |         |         |     |
|        |       | 100,00% | 30      |     |

### Kanton zachodniohercegowiński
| Partia | Głosy | %       | Mandaty | +/− |
| ------ | ----- | ------- | ------- | --- |
|        |       |         |         |     |
|        |       |         |         |     |
|        |       |         |         |     |
|        |       |         |         |     |
|        |       |         |         |     |
|        |       |         |         |     |
|        |       |         |         |     |
|        |       |         |         |     |
|        |       |         |         |     |
|        |       |         |         |     |
|        |       | 100,00% | 23      |     |

### Kanton sarajewski
| Partia | Głosy | %       | Mandaty | +/− |
| ------ | ----- | ------- | ------- | --- |
|        |       |         |         |     |
|        |       |         |         |     |
|        |       |         |         |     |
|        |       |         |         |     |
|        |       |         |         |     |
|        |       |         |         |     |
|        |       |         |         |     |
|        |       |         |         |     |
|        |       |         |         |     |
|        |       |         |         |     |
|        |       | 100,00% | 35      |     |

### Kanton dziesiąty
| Partia | Głosy | %       | Mandaty | +/− |
| ------ | ----- | ------- | ------- | --- |
|        |       |         |         |     |
|        |       |         |         |     |
|        |       |         |         |     |
|        |       |         |         |     |
|        |       |         |         |     |
|        |       |         |         |     |
|        |       |         |         |     |
|        |       |         |         |     |
|        |       |         |         |     |
|        |       |         |         |     |
|        |       | 100,00% | 25      |     |